# Erigonoplus castellanus
Erigonoplus castellanus är en spindelart som först beskrevs av O. Pickard-Cambridge 1875.  Erigonoplus castellanus ingår i släktet Erigonoplus och familjen täckvävarspindlar.
Artens utbredningsområde är Spanien. Inga underarter finns listade i Catalogue of Life.